# Pooley Island
Pooley Island ist eine Insel in den nördlichen Küstengewässern der kanadischen Provinz British Columbia, in den östlichen Randgewässern der Hecate-Straße. Sie liegt rund 110 Kilometer westnordwestlich von Bella Coola bzw. rund 150 Kilometer südlich von Kitimat und gehört zum Regional District of Kitimat-Stikine.
Pooley Island wird, wie die meisten der Inseln im nördlichen Küstenbereich der Provinz, dem Great Bear Rainforest zugerechnet. Diese Region um Pooley Island, besonders jedoch Gribbell Island, Princess Royal Island und Roderick Island, ist dabei Heimat des Kermodebären (Geisterbären), einer Unterart der Amerikanischen Schwarzbären. 

## Geographie
Die Grundform der Insel entspricht einem in die Länge gezogenem Dreieck und sie hat eine Fläche von 163 km² sowie einen Umfang von 87 km. Die Insel gehört zu den 150 größten Inseln Kanadas (137. Platz bei mehr als 50.000 Inseln) und damit auch zu den größten der Provinz (29. Platz).
Nördlich der Insel und der Sheep Passage liegt kanadisches Festland, ebenso wie östlich des Mathieson Channel kanadisches Festland liegt (die „Don Peninsula“). Die „Don Peninsula“ erstreckt sich dabei in südlicher Richtung bis zum Eingang zu diesen Gewässern, dem Milbanke Sound. Südwestlich der Insel und der Griffin Passage liegt Roderick Island. Der höchste Punkt auf der Insel liegt im Norden und erreicht eine Höhe von 892 m.
Die nördliche Spitze der Insel ist Teil eines, im Jahr 2006 eingerichteten, mehr als 3.000 Hektar großen Schutzgebietes, das Pooley Conservancy. Der äußerste Nordosten ist Teil eines Schutzgebietes, des rund 84.500 Hektar großen Fiordland Conservancy, das sich vom umliegenden Festland bis auf die Insel erstreckt. Dabei handelt es sich um Schutzgebiete besonderen Typs, welche unter anderem durch BC Parks betreut werden.

## Geschichte
Traditionell ist die Insel Heimat der First Nations, hier der Heiltsuk und der Kitasoo. Die Kitasoo nutzen Pooley Island traditionell zum Sammeln von Beeren und Früchten sowie von Medizin. Außerdem ist das Gebiet ist auch ein traditionelles Jagd- und Fischereigebiet.
James Johnstone, einer der Offiziere während George Vancouvers Expedition von 1791 bis 1795, kartografierte 1793 erstmals die Nord- und Ostküste der Insel.

## Namensherkunft
Die Insel wurde im Jahr 1946 nach Charles Edward Pooley, einem Juristen und Politiker in British Columbia, benannt. Bis 1946 hieß die Insel James Island. Dies führte jedoch zu Verwechselungen mit dem im Süden der Provinz vor Sidney, in der Haro-Straße, gelegenen James Island.